# Rima (fiume)
Il Rima è un fiume stagionale che scorre tra il Niger e la Nigeria. Nel suo punto più settentrionale si unisce al Goulbi de Maradi e forma il confine tra i due stati. Dopo la confluenza con il Goulbi de Maradi, scorre verso sud-est fino a confluire nel fiume Sokoto nei pressi della città nigeriana di Sokoto.